# 帕杰羅製造
帕杰羅製造（日語：パジェロ製造株式会社）乃1943年創立、2021年結業，隸屬於日本三菱汽車的100%子公司、汽車製造工廠。

## 歷史與概要
1943年（昭和18年）為了製造飛機相關零件，於岐阜市内設立東洋航機株式會社。1946年（昭和21年）更名為東洋工業株式會社，雖與馬自達汽車的前身「東洋工業株式會社」同名，但兩者之間毫無關聯。1960年（昭和35年）再次更名為東洋工機株式會社，但與東洋電機製造麾下子公司「東洋工機」毫無關聯。1962年三菱電機開始委託製造電動扶梯之桁架組件，1970年（昭和45年）豐田汽車委託製造豐田DA型卡車之車廂。
1976年（昭和51年）公司遷移至岐阜縣坂祝町，同時公司名稱改成株式會社東洋工機。1978年開始生產三菱Forte，1982年三菱Pajero開始下線製造，1984年（昭和59年）開始代工製造第一代本田City Cabriolet敞篷車，1991年開始生產三菱Strada，1995年（平成7年）名稱再度改成帕杰羅製造公司（日語：パジェロ製造株式会社）。
2003年（平成15年）成為三菱汽車100%獨資之子公司，2007年開始生產三菱Delica D:5，2015年協助生產三菱Outlander。2019年（令和元年）8月三菱Pajero停止供應日本市場，2021年（令和3年）7月2日三菱Pajero停止供應海外市場，其累積生產數量約計324萬輛。同年8月6日停止生產所有車種，其累積生產數量約計396萬輛，且於8月31日關閉工廠。
2022年3月18日三菱汽車決定將帕杰羅製造之廠房及腹地出售給大王製紙，價格約40億日圓左右。

## 坂祝町與帕杰羅製造
在帕杰羅製造公司的全盛時期，該公司貢獻給坂祝町的稅收佔了其1/3、末期則約當15%。身為公司市鎮的坂祝町素有「帕杰羅之鄉（日語：パジェロの町）」的稱號，該町官方網站也將三菱Pajero視為其特產品。

## 外部連結
- （日語）パジェロ製造株式会社（2021年8月31日）
- （日語）ありがとう！パジェロ製造株式会社 - 坂祝町